# Рафальский, Трифилий Лукич
Трифилий (Трефилий, Трифон) Лукич Рафальский (1855—1919) — калишский губернатор в 1913—1914 годах; тайный советник.

## Биография
Родился 13 (25) июня 1855 года в семье преподавателя Волынской (Житомирской) гимназии Луки Михайловича Рафальского (1812—1886).
Окончил Житомирскую гимназию (1874) и Университет Св. Владимира. В 1880 году поступил на службу в Министерство внутренних дел. С 1885 года в чине титулярного советника состоял мировым посредником 1-го участка Ровенского уезда Волынской губернии, одновременно исправлял должность ровенского уездного предводителя дворянства. В 1894—1905 годах состоял чиновником особых поручений по крестьянским делам при киевском генерал-губернаторе, в это время составил «Сборник узаконений и распоряжений по землевладению в западных губерниях» (Киев, 1895); 6 декабря 1899 года был произведён в действительные статские советники.
С 13 августа 1905 года был киевским вице-губернатором, 19 мая 1906 года назначен черниговским вице-губернатором, а 28 января 1913 года — калишским губернатором; 6 апреля 1914 года произведен в тайные советники «за отличие по службе» и в том же году вышел в отставку.
Умер в 1919 году.

## Награды
- Орден Святого Станислава 3-й ст. (1883)
- Орден Святой Анны 3-й ст. (1887)
- Орден Святого Станислава 2-й ст. (1890)
- Орден Святой Анны 2-й ст. (1894)
- Орден Святого Владимира 4-й ст. (1896)
- Орден Святого Владимира 3-й ст. (1904)
- Орден Святого Станислава 1-й ст. (1907)
- Орден Святой Анны 1-й ст. (1911)

## Семья
Был женат на дочери сотника Земли Войска Донского дворянке Марии Михайловне Киселевой (1861-1919). Их сыновья:
- Сергей (1882—1946), окончил Киевскую 1-ю гимназию (1901)[2] и юридический факультет университета Св. Владимира (1906). Товарищ прокурора Киевского окружного суда (1916)[3]. В эмиграции в Греции, преподавал законоведение в русских гимназиях Афин. Похоронен на русском кладбище в Пирее.[4]
- Борис (1884—1908), окончил Киевскую 1-ю гимназию (1902)[5] и физико-математический факультет университета Св. Владимира.
- Владимир (1886—1945), окончил Киевскую 1-ю гимназию (1905) и Лазаревский институт (1908), дипломат[6]. В эмиграции в Чехословакии. Арестован сотрудниками СМЕРШ 11 мая 1945. Погиб на допросе. (свидетелем его гибели был М. Мондич).
- Василий (1888—?), окончил Киевскую 1-ю гимназию (1906)[7] и медицинский факультет университета Св. Владимира (1912). Младший ассистент по кафедре частной патологии и терапии в том же университете (1917). Остался в Советской России, на 1 января 1924 года — научный сотрудник Медицинского института в Киеве[8].